# Straumen (Trøndelag)
Straumen is een plaats in de Noorse gemeente Inderøy, provincie Trøndelag. Straumen telt 1256 inwoners (2007) en heeft een oppervlakte van 1,32 km².